# Maxime Méderel
Maxime Méderel est un coureur cycliste français, né le 19 septembre 1980 à Limoges, professionnel de 2005 à 2015. 

## Biographie
Après un passage à 23 La Creuse puis à l'UC Châteauroux-Fenioux, Maxime Méderel devient coureur professionnel dans l'équipe Auber 93. 
En 2012, il rejoint les rangs de l'équipe continentale professionnelle Saur-Sojasun devenue, en 2013, Sojasun.  
En 2013, lors de sa neuvième année professionnelle, il dit « [vivre] enfin son rêve » en participant au Tour de France. Il le termine à la cinquante-deuxième place.
Sur le Tour d'Italie 2014, Méderel, comme de nombreux autres coureurs, chute dans les derniers kilomètres de la sixième étape. Il est blessé à une hanche mais décide de poursuivre la course. Il abandonne le lendemain dans les premiers kilomètres de l'étape.
Il n'est pas conservé par les dirigeants de l'équipe continentale professionnelle Europcar à la fin de l'année 2015 mais, à 35 ans, ne souhaite pas raccrocher le vélo et envisage de continuer avec les professionnels ou en amateurs avec l'UV Limousine avant d'opter pour ce dernier.
En 2017, il devient l'entraîneur de Pôle Espoir de Guéret.

## Palmarès
- 1994
  - Champion du Limousin sur route minimes[7]
- 1995
  - Champion du Limousin de cyclo-cross cadets[8]
- 1996
  - 2e du championnat du Limousin sur route cadets
  - 3e du championnat du Limousin de cyclo-cross juniors
- 1997
  - 2e du championnat du Limousin de cyclo-cross juniors
  - 3e du championnat du Limousin du contre-la-montre juniors
- 1998
  - 3e du championnat du Limousin sur route juniors
- 2000
  - Champion du Limousin du contre-la-montre espoirs[9]
  - Champion du Limousin de cyclo-cross espoirs[10]
  - 2e étape du Tour du Pays Sostranien
  - 3e du championnat du Limousin de cyclo-cross
  - 3e du Tour du Pays Sostranien
- 2001
  - Route Limousine :
    - Classement général
    - 1re étape (contre-la-montre par équipes)

  - 2e du championnat du Limousin de cyclo-cross espoirs
- 2002
  - Duo Limousin (avec Mickaël Suchaud)
  - 2e de Beaune-Bessines-Beaune
- 2003
  - 3e du championnat du Limousin sur route
- 2004
  - Tour du Canton de Dun-le-Palestel
  - Duo Limousin (avec Marc Staelen)
  - 2e du Tour du Charolais
  - 2e du Grand Prix Cristal Energie
- 2005
  - Classement général du Tour de la Manche
  - Paris-Mantes en Yvelines
- 2006
  - Polymultipliée lyonnaise
  - 7e étape du Tour de Normandie
- 2007
  - 2e du championnat du Limousin de cyclo-cross
  - 2e du Trophée des grimpeurs
  - 2e de Paris-Mantes-en-Yvelines
- 2008
  - 3e du championnat du Limousin de cyclo-cross
- 2009
  - 2e du Circuit de Lorraine
- 2010
  - 2e de Paris-Camembert
- 2011
  - Souvenir Louison-Bobet
  - 5e étape du Tour de Bretagne
- 2013
  - 3e du Tour de Turquie[n 1]
- 2015
  - 2e du championnat du Limousin de cyclo-cross
- 2016
  - Tour de la Briance-Combade :
    - Classement général
    - 1re et 2e étapes

  - 3e du Prix Albert-Gagnet

## Résultats sur les grands tours

### Tour de France
1 participation
- 2013 : 52e

### Tour d'Italie
1 participation
- 2014 : abandon (7e étape)

### Tour d'Espagne
1 participation
- 2014 : 35e

## Classements mondiaux
| Année           | 2005 | 2006 | 2007 | 2008 | 2009 | 2010 | 2011 | 2012 | 2013 |
| --------------- | ---- | ---- | ---- | ---- | ---- | ---- | ---- | ---- | ---- |
| UCI Europe Tour | 276e | 260e | 139e |      | 162e | 173e | 153e | 831e | 385e |